# Sapogne
Sapogne est une localité de Sapogne-et-Feuchères et une ancienne commune française, située dans le département des Ardennes en région Grand Est.

## Toponymie
Sapogne doit son nom au gaulois *sapo à l’origine du latin impérial sapinus/sappinus. Si on rapproche ce terme gaulois du sanscrit sapa, « résine », du breton sap, « sapin », du vieux cornique sibnid, « sapin blanc », et du suffixe –onia.

## Histoire
Elle fusionne avec la commune de Feuchères, en 1828, pour former la commune de Sapogne-et-Feuchères. Elle devient le chef-lieu de la nouvelle commune.

## Administration
| Période                                  | Période | Identité | Étiquette | Qualité |
| ---------------------------------------- | ------- | -------- | --------- | ------- |
| Les données manquantes sont à compléter. |         |          |           |         |
|                                          |         |          |           |         |

## Démographie
| 1793 | 1800 | 1806 | 1821 |
| ---- | ---- | ---- | ---- |
| 405  | 440  | 486  | 521  |

Histogramme

(élaboration graphique par Wikipédia)